# 木村弓
木村弓（日语：／ Kimura Yumi）是一名日本女歌手，以創作、演出《神隱少女》片尾曲〈永遠常在〉聞名。

## 經歷
在16歲就讀神戶女學院高校部中途時，木村弓改前往美國加利福尼亞州立大學專攻鋼琴方面的科目。
自美返國後木村弓以音樂家作為職業，但之後因脊椎受到傷害的關係一度無法繼續音樂生涯。在痊癒後的日子後則改以里拉琴作為個人的表演工具。
木村弓因替吉卜力工作室2001年動畫《神隱少女》提供片尾曲〈永遠常在〉，開始受到關注，並因此得到在當年年尾的第52次NHK紅白歌合戰上演出的機會。
後續木村弓也提供了PS2的2003年電子遊戲《野地釣手3》主題歌《水的三拍子》、及2004年吉卜力工作室動畫《霍爾的移動城堡》片尾曲《世界的盟約》。並從事以里拉琴搭配其它樂器的表演活動為主。

## 音樂作品

### 單曲
- 永遠常在：2001年7月18日
- 水的三拍子：2003年6月25日

### 原創專輯
- 銀色水滴：1991年
- 花之星：2002年7月17日
- 空、海、風們也…：2002年11月21日
- 流星：2003年11月21日
- 海灘之歌：2004年5月26日
- 被愛：2004年12月8日
- 翼：2006年10月25日

### 樂曲提供
- 世界的盟約：倍賞千惠子在動畫《霍爾的移動城堡》演唱的片尾曲，2004年10月27日發行。

## 個人榮譽
- 2001年第43屆日本唱片大獎：金獎[5]
- 2001年第56屆每日電影獎：音樂獎[6]
- 2002年第25屆日本電影金像獎：主題歌獎[7]